# Sljepoća
Sljepoća označava medicinski poremećaj koji se izražava u djelomičnoj ili potpunoj nesposobnosti vizualnog sustava da prenosi podražaje.
Sljepoća može biti uzrokovana nasljednim faktorima, ozljedom ili bolešću.
Postoje razne skale kojima se opisuje težina gubitka vida i definira sljepoća. Potpuna sljepoća jest potpuni gubitak osjeta oblika i svjetlost, a klinički se bilježi kao BPS, što je kratica za "bez percepcije svjetla".[1] Sljepoća se često koristi za opisivanje teškog oštećenja vida s nešto rezidualnog (preostalog) vida. Osobe koje imaju samo osjet svjetla zapravo imaju samo toliko vida da mogu razlikovati svjetlo od tame. Osoba koja ima projekciju svjetlosti može raspoznati grubi smjer otkud dopire svjetlo.
Da bi mogli odrediti kojim ljudima je potrebna posebna pomoć zbog njihove vidne nesposobnosti, vlade u Sjevernoj Americi i većine u Europi su formulirale složenu definiciju legalne sljepoće.
Legalna sljepoća je definirana kao vidna oštrina od 20/200 (6/60) ili manje u zdravijem oku s najboljom mogućom korekcijom.
To znači da legalno slijepa osoba mora stajati 20 stopa (6.1m) od objekta da bi ga vidjela – s vidnom korekcijom – s istim stupnjem oštrine kao normalna osoba koja vidi taj isti objekt s 200 stopa (61m).
U mnogim područjima osobe sa srednjom vidnom oštrinom koje imaju vidno polje manje od 20 stupnjeva ( normalno je 180 stupnjeva) su isto klasificirane kao legalno slijepe.
Otprilike 10% od svih legalno slijepih su u potpunosti bez vida.
Ostali imaju djelomično vid od svjetlosne percepcije do relativno dobre vidne oštrine.
Smanjeni vid se nekad opisivao kao vidna oštrina od 20/70 do 20/200.
Do 10. revizije SZO Internacionalna Statistika Klasifikacije Bolesti, Ozljeda i Uzroka Smrti je definirala smanjeni vid kao vidna oštrina manja od 6/18 (20/60) ali jednaka ili bolja od 3/60 ( 20/400) ili smanjenje vidnog polja na manje od 20 stupnjeva u zdravijem oku s najboljom mogućom korekcijom.
Sljepoća je definirana kao vidna oštrina manja od 3/60 (20/400) ili smanjenje vidnog polja na manje od 10 stupnjeva, u zdravijem oku s najboljom mogućom korekcijom.
Treba uzeti u obzir da slijepe osobe s neoštećenim očima mogu još registrirati svjetlo ne-vizualno, što im omogućava održavanje cirkadijalnog ritma, tj.24-satnog ciklusa dan/noć. Naime, svjetlosni se signal prenosi i retinohipotalamičkim putem, pa oštećenje dijela vidnog puta iza retinohipotalamičkog puta nije prepreka za nevizualni osjet svjetlosti.

## Legalna sljepoća u SAD
1934. godine Američko medicinsko društo (AMA) donijelo je ovu definiciju sljepoće: 
Centralna vidna oštrina od 20/200 ili manje u zdravijem oku s korekcijskim naočalama ili centralna vidna oštrina veća od 20/200 u kojoj je periferno vidno polje suženo toliko da najširi dijametar vidnog polja u zdravijem oku ne prelazi kutnu širinu od 20 stupnjeva.
Kongres Sjedinjenih američkih država je u Zakonu o socijalnom osiguranju, donesenom 1935. godine, ovu definiciju uključio kao sastavni dio programa za pomoć slijepima. Godine 1972. program za pomoć sljepima pripojen je s još dva programa u Članak XVI Zakona o socijalnom osiguranju, da bi se osnovao program za osiguranje dohotka za pomagala, a zakon glasi: osoba će se smatrati slijepom ako centralna vidna oštrina te osobe na zdravijem oku s korekcijskom lećom iznosi 20/200 ili manje. Oko u kojem je periferno vidno polje suženo toliko da najširi dijametar vidnog polja ne prelazi kutnu širinu od 20 stupnjeva, bit će svrstano pod prvi dio definicije koja opisuje centralnu vidnu oštrinu od 20/200 ili manje. 
Osoba će se također smatrati slijepom ako je ta sljepoća definirana državnim planom odobrenim pod Člankom X ili XVI, donesenim u listopadu 1972., a od prosinca 1973. (na osnovi sljepoće) će se po navedenom planu osobi pružati pomoć sve dok sljepoća traje ili je tako definirana.
Kuwait je jedna od mnogih zemalja koja ima iste kriterije zakonske sljepoće.

### Epidemiologija
Procijenjeno je da je 1987. godine u SAD bilo 598.000 osoba koje odgovaraju definiciji zakonske sljepoće. Od 598.000 osoba, njih 58% bilo je starije od 65 godina. U razdoblju od 1994. do 1995. god. 1,3 milijuna Amerikanaca registrirano je kao slijepo.
Svjetska zdravstvena organizacija procijenila je da je u 2002. godini u svijetu bilo 161 milijuna osoba s oštećenjem vida (što je oko 2,6%  svjetske populacije), te je od toga 124 milijuna osoba (oko 2% svjetske populacije) imalo slab vid, dok je 37 milijuna (oko 0,6%) je bilo slijepo, što je objavljeno u izvještaju  „Opseg i uzročnici oštećenja vida“ u listopadu 2004. god. 

## Uzroci sljepoće
Mnogobrojni su uzročnici koji dovode do oštećenja vida.

### Bolesti
Najčešći uzroci oštećenja vida su različite bolesti i neishranjenost.
Prema podacima iz 2002. god. koje je objavila Svjetska zdravstvena organizacija, najčešći uzročnici osljepljenja u svijetu su:
- Katarakta (47,9%)
- Glaukom (12,3%)
- Senilna makularna degeneracija (8,7%)
- Zamučenje rožnice (5,1%)
- Dijabetička retinopatija (4,8%)

Osobe koje žive u zemljama u razvoju imaju značajnije više oštećenja vida, i to zbog nedostatka liječenja i prevencije, negoli osobe koje žive u razvijenim zemljama. Dok je oštećenje vida u cijelom svijetu povezano sa životnom dobi iznad 60 godina, djeca koja žive u siromašnim zajednicama će češće imati oštećenje vida negoli djeca koja žive u dobrostojećim zajednicama.
Veza između siromaštva i liječenja oštećenja vida najizrazitija je kod uspoređivanja uzročnika sljepoće između regija. Kod većine odraslih osoba u Sjevernoj Americi i u zapadnoj Europi oštevenje vida je uzrokovano senilnom makularnom degeneracijom i dijabetičkom retinopatijom. Iako se oba ta stanja liječe, nijedno se ne može izliječiti.
Osobe koje žive u zemljama razvoja imaju kraći životni vijek, katarakta i parazitarne bolesti koje se prenose vodom najčešći su uzroci oštećenja vida i uspješno se liječe, kao npr. Riječna sljepoća.
Od 40 milijuna slijepih ljudi u svijetu, procijenjuje se da bi 70-80% njih liječenjem moglo djelomično ili u potpunosti vratiti vid.
U razvijenim zemljama gdje su parazitske bolesti manje učestale i operacija katarakte dostupnija, vodeći uzročnici sljepoće su senilna makularna degeneracija, glaukom i dijabetička retinopatija.

## Mobilnost
Mali broj slijepih osoba koristi pse vodiče kao pomoć pri kretanju. Ovi psi su dresirani za obilazak prepreka i upozoravanje, kad je to potrebno, na uspinjanje ili silazak stepenicama. Ipak korisnost pasa je ograničena njihovom nesposobnošću razumijevanja kompleksnijih usmjerenja. Čovjek daje upute psu vodiču, bazirane na vještinama savladanim kroz prethodni trening. U tom smislu, rukovatelj psom je avionavigator koji mora znati kako doći s jednog mjesta na drugo, a pas je pilot koji ga treba dovesti tamo sigurno.
Vladine mjere ponekad su usmjerene na prilagođavanje javnih prostora pristupačnijim slijepim osobama. Javni prijevoz je potpuno dostupan slijepima u mnogim gradovima. Opipljivi prijelaz i zvučni prometni signali omogućuju lakši i sigurniji prijelaz ulice za slabovidne pješake. Pored donošenja pravila o tome tko smije a tko ne smije koristiti štap, neke vlade su pravilo prednosti u prometu dale korisnicima bjelog štapa ili psa vodiča.

## Čitanje i povećavanje
Većina slabovidnih osoba koji nisu potpuno slijepi čitaju tekst, bilo uobičajene veličine ili uvećan povećalima. Mnogi također čitaju velika slova koja su im lakša za čitanje bez takvih povećala. Raznolikost naočala za povećavanje, bilo ručne, bilo stolne može im olakšati čitanje.
Ostali čitaju Braille (ili rijetko korišteni Moon tip), ili se oslanjaju na govorne knjige, čitače ili mašine za čitanje. Oni koriste kompjutere s posebnim hardverima kao što su skeneri i obnovljivi Braille zasloni, i softverima pravljenim posebno za slijepe kao što su aplikacije za optičko prepoznavanje znakova i čitač ekrana.
Neki ljudi pristupaju ovim materijalima putem agencija za slijepe, kao što je National Library Service for the Blind and Physically Handicapped u Sjedinjenim Državama, ili National Library for the Blind ili RNIB u Velikoj Britaniji.
Telelupe, oprema koja povećava i pravi kontrast tekstualnih stavki, su visoko tehnološka alternativa klasičnim povećavajućim uređajima. Takvi su i moderni internetski preglednici koji mogu povećati veličinu teksta na pojedinim internetskim stranicama putem kontrola preglednika ili kroz kontrole na računalu.
Također postoji preko 100 radio-čitajućih servisa širom svijeta koji slabovidnim osobama pružaju usluge čitanja časopisa preko radija. Međunarodna Udruga Audio Informacijskih Servisa povezuje sve ove organizacije.

## Kompjuteri
Pristup tehnologiji kao što je čitač ekrana i povećalo ekrana omogućuje slijepima korištenje matičnih kompjuterskih aplikacija. Većina zakonito slijepih osoba (70% njih u svim dobnim skupinama, prema Seattle Lighthouse for the Blind) ne koriste kompjutere. Samo mali dio ove populacije, kad se usporedi sa zajednicom koja vidi, ima pristup internetu. Ipak, kako raspoloživost pomoćnih tehnologija raste, popraćena usklađenim naporima kako bi se osigurala dostupnost informacijskih tehnologija svim potencijalnim korisnicima, uključujući i slijepe osobe, ovo turobno stanje se mijenja. Kasnije verzije Microsoft Windowsa uključuju Accessibility Wizard & Magnifier za slabovidne,i Microsoft Narrator, jednostavan čitač ekrana. Linux distribucije (kao live CD-ovi) za slijepe uključuju Oralux i Adriane Knoppix, potonji razvijen dijelom od Adriana Knoppera koji je i sam bio slabovidan. Macintosh OS također dolazi s ugrađenim čitačem ekrana, nazvanim VoiceOver. 
Pomaci kroz rastuću dostupnost interneta su prilagođavanja sve većeg broja internet stranica adaptivnim tehnologijama, čineći internet mnogo primamljivijim mjestom za slabovidne surfere.
Eksperimentalni pristupi osjetilnoj substituciji počinju pružati pristup proizvoljnom, uživo pogledu s kamerom.

## Druga pomagala
Ljudi mogu koristiti govorne termometre, povećane ili obilježene brojčanike na peći, govorne džepne i obične satove, govorne vage, govorne kalkulatore, govorne kompase i drugu govornu opremu.

## Sportovi
Slijepe i slabovidne osobe sudjeluju u sportovima kao što su plivanje, skijanje i atletika. Neki sportovi su izmišljeni i prilagođeni za slijepe, primjerice, goalball, kriket i golf. Svjetski autoritet u sportovima za slijepe je Međunarodna Federacija Sportova za Slijepe (IBSA). Slabovidne osobe sudjeluju na Paraolimpijskim grama od Ljetne paraolimpijade u Torontu 1976.g.

## Sljepoća u životinja
Tvrdnje da su neke vrste sisavaca „rođene slijepe“ odnosi se na njihovo rađanje sa zatvorenim očima i spojenim rubovima kapaka, te kasnije otvaranje očnog rasporka, na primjer, mačke i zečevi. Kod ljudi su rubovi kapaka spojeni neko vrijeme prije rođenja, ali se otvaraju neposredno prije rođenja; iznimno, prerarano rođene bebe ponekad se rađaju sa zatvorenim očima koje kasnije otvaraju. Druge životinje kao što je krtica stvarno su slijepe jer imaju zakržljale oči kao odliku vrste, te se oslanjaju na druga osjetila.
Motiv slijepih životinja je snažan u književnosti. Drama Petera Schaffera dobitnika Tony-nagrade, „Equus“, donosi priču o dječaku koji je oslijepio šest konja. Theodore Taylorov klasični roman za mlade, „Nevolja s Tuckom“, je o tinejdžerici Helen, koja uči svog slijepog psa slijediti i vjerovati psu koji vidi. Jacob Appelova nagrađivana priča, „Štapovi i šišarke“, opisuje raskol koji slijepi zec uzrokuje u životu mladog para. U nefikciji, nedavni hit je esej Linde Kay Hardie, „Lekcije naučene od slijepe mačke“, u „Žena Mačka: Žene pisci njihovim mačjim prijateljima“.

## Metaforička uporaba
Riječ „slijep“ (pridjev i prilog) često se rabi za označavanje nedostatka znanja u nečemu. Naprimjer, „sastanak na slijepo“ je sastanak ljudi koji se nikad ranije nisu susreli.
„Slijepa točka“ je u području gdje netko ne može vidjeti, naprimjer područje koje vozač ne može vidjeti od ostatka auta.